# Naturschutzgebiet Kümmecke
Das Naturschutzgebiet Kümmecke mit einer Größe von 9,1 ha lag direkt an der nördlichen Stadtgrenze von Meschede im Arnsberger Wald. Das Gebiet wurde 1994 mit dem Landschaftsplan Meschede durch den Hochsauerlandkreis als Naturschutzgebiet (NSG) ausgewiesen. Bei der Neuaufstellung des Landschaftsplanes Meschede wurde das NSG dann Teil vom neuen Naturschutzgebiet Arnsberger Wald (Meschede). Im Norden grenzt die Stadt Warstein im Kreis Soest an.

## Gebietsbeschreibung
Beim NSG handelte es sich um einen wertvollen Biotopkomplex aus Nasswäldern, Quellen und dem Bach Kümmecke. Im NSG wachsen vorwiegend Roterlen. Der Bach war völlig unverbaut mit wertvollen Pflanzengesellschaften und weitgehend vegetationsfreien Stillwasserbereichen. Es wurden gefährdete Pflanzenarten nachgewiesen.

## Schutzzweck
Wie alle Naturschutzgebieten im Landschaftsplangebiet wurde das NSG „zur Erhaltung von Lebensgemeinschaften oder Lebensstätten bestimmter wildlebender Pflanzen und wildlebender Tierarten, aus wissenschaftlichen, naturgeschichtlichen, landeskundlichen oder erdgeschichtlichen Gründen oder wegen der Seltenheit, besonderen Eigenart oder hervorragenden Schönheit einer Fläche oder eines Landschaftsbestandteils“ als NSG ausgewiesen.
Zum Schutzzweck speziell des NSG führte der Landschaftsplan 1994, neben den normalen Schutzzwecken für alle NSG im Landschaftsplangebiet, auf: „Erhaltung und Optimierung eines Biotopkomplexes aus Quellzonen; Nasswäldern und einem naturnahen Mittelgebirgsbach; hohe strukturelle Vielfalt; Rote-Liste-Pflanzenarten; wertvoll für Amphibien und Fledermäuse; Gebiet fällt unter § 20 c BNatSchG; Optimierung durch Umbestockung der Fichtenbestände.“